# ハイパースペクトルイメージング
ハイパースペクトルイメージング（英語: Hyperspectral imaging）とは、試料からの反射光（または自発光）に対し、分光技術を利用し、広波長域を高波長分解能(数nm単位)で、局所波長域ごとに画像化（分光イメージング）し、波長ごとの画像を基に、試料の同定、分類、定量化、また、画像間で発生する干渉縞をもとに膜厚測定に利用する技術である。

## 解説
ハイパースペクトルイメージングは、以下の2つの技術で構成される。
1. 高波長域を高波長分解能(数nm単位)で撮像できるハイパースペクトルカメラ
2. 波長ごとの輝度値を測定し、試料の分類、定量化、また、画像間で発生する干渉縞をもとに計算し膜厚測定を行うハイパースペクトル画像処理ソフトウェア[2]

## ハイパースペクトルカメラ
ハイパースペクトルカメラとは、カメラにスキャン機構が内蔵されたハイパースペクトルイメージングシステムである。「ハイパースペクトルカメラ」の呼称が一般化するにつれて、外部ステージスキャン方式のハイパースペクトルイメージングシステムについてもこの呼称が使われるようになった。
一般的なカラーカメラは、可視光線領域に感度をもつCCDまたはCMOS素子を使い可視光領域(約360-760nm)を、約130nmの波長幅（バンド）で分光することで、3つの画像データが生成される。3つの画像データは、1つのカラー画像ファイルとして格納される。
ハイパースペクトルカメラは、数nmごとの波長分解能で撮影するため、数百枚の画像が生成される。ハイパースペクトルカメラで撮影した画像データは、数百枚の画像を重ね合わせた立体構造となるため、データキューブと呼ばれる。例えば、撮像可能波長域400-950nm、波長分解能2nmのハイパースペクトルカメラの場合、波長域幅（900nm－450nm）÷波長分解能2nm＝275枚の2次元画像が出力される。データ全体では「画角（横×縦）×波長（枚数）」の3次元構造となる。データキューブの拡張子は、「.hdr」である。撮像できる波長域は、ハイパースペクトルカメラに搭載されている撮像素子により異なる。主に3種類あり、素子ごとに対応できる波長域がある。CCD/CMOS素子（おおよそ230nm-950nm）、InGaAS素子（おおよそ950nm-2550nm）、InSb素子(おおよそ3000nm-5000nm)。ハイパースペクトルカメラの感度特性については、各カメラの仕様を確認する必要がある。

## ハイパースペクトル画像処理ソフトウェア
ハイパースペクトルデータの入力として、データキューブ構造の画像データを読み込むことができる。ハイパースペクトルカメラの撮像制御を行う機能を備え、撮像データを連続的にメモリ上に格納し、データキューブファイルとして保存ができる。既知の試料サンプルを撮影し、データキューブにラベル付けを行い、機械学習/ディープラーニングを活用したスペクトル解析を行うことで試料サンプルごとに、関連する波長と波長間の強度特性を抽出することができる。新しく撮影した試料のデータキューブに対し、機械学習/ディープラーニングにて作成した学習モデル利用し、推論測定することで、試料の分類や、定量化を行える。試料の表面と下層での反射の違いにより、干渉縞が現れるため、その干渉縞の間隔を基に試料の表面の薄い膜厚を計測することができる。様々なハイパースペクトルカメラやデータキューブ読み込み可能な、汎用ハイパースペクトル画像処理ツールも製品化されている。

## ハイパースペクトルイメージングの歴史
1980年代、カリフォルニア工科大学のA.F.. Goetzを中心に、ハイパースペクトルイメージング技術の提案がなされた。当初は、「Imaging Spectroscopy」と呼ばれており、その後、1990年代にブリストル大学のGJ Brelstaff を中心に「Hyperspectral camera」の名称を使用し一般化した。2000年代には、AVIRIS（Airborne Visible / Infrared Imaging Spectrometer：航空機搭載可視／赤外イメージング分光計）などNASAの地球観測衛星EO-1への搭載で、地球観測、衛星リモートセンシングで実用化に至っている。当時は、広域波長領域を高波長分解能で撮像する構造も非常に大がかり且つ、高価であったため、衛星ロケットや航空機系のみで利用される非常に高価な技術として認知されていた。2022年現在、撮像素子の広波長領域への対応や、分光構造も専用化にて低価格化が図られ、さらに、分析ソフトウェアの汎用化が進み、ハイパースペクトル技術が、一般的な産業用途でも利用できるようになった。

## 医療分野への応用
2024年11月、国立がん研究センターとエバ・ジャパン株式会社の共同研究によって、ハイパースペクトルイメージングを用いて便表面の高定量値便潜血領域を瞬時に画像化できることが証明された。肉眼では認識できない便内潜血の領域を非破壊・非接触で画像化する技術は、世界的にも前例がないとされる。製品化し、日常のトイレで判定できるようにすることで、大腸がんの早期発見などが期待されている。